# Chevrolet Corsa
Chevrolet Corsa – samochód osobowy klasy miejskiej produkowany pod amerykańską marką Chevrolet w latach 1994–2017.

## Pierwsza generacja

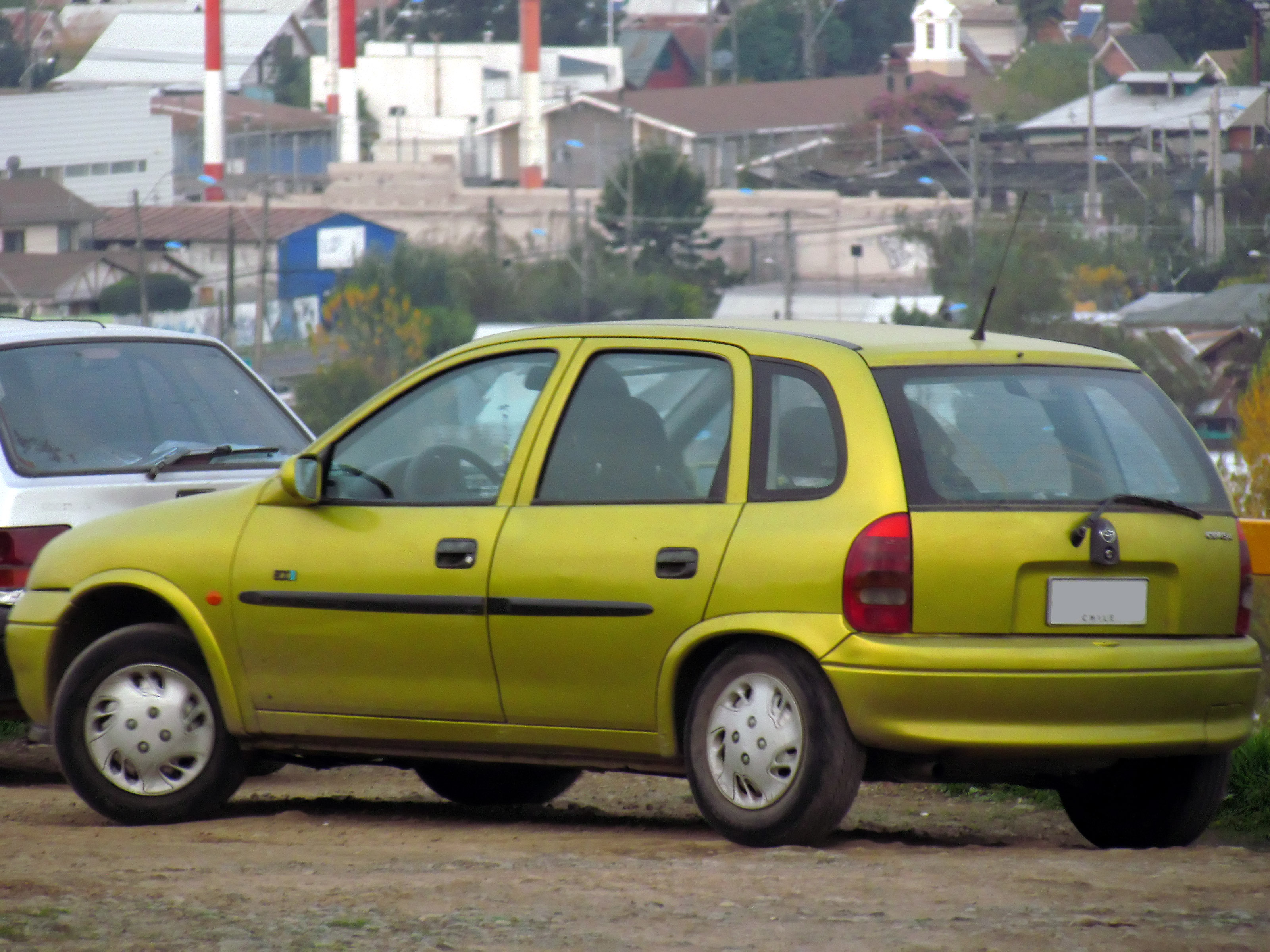
Chevrolet Corsa I 5D – tył

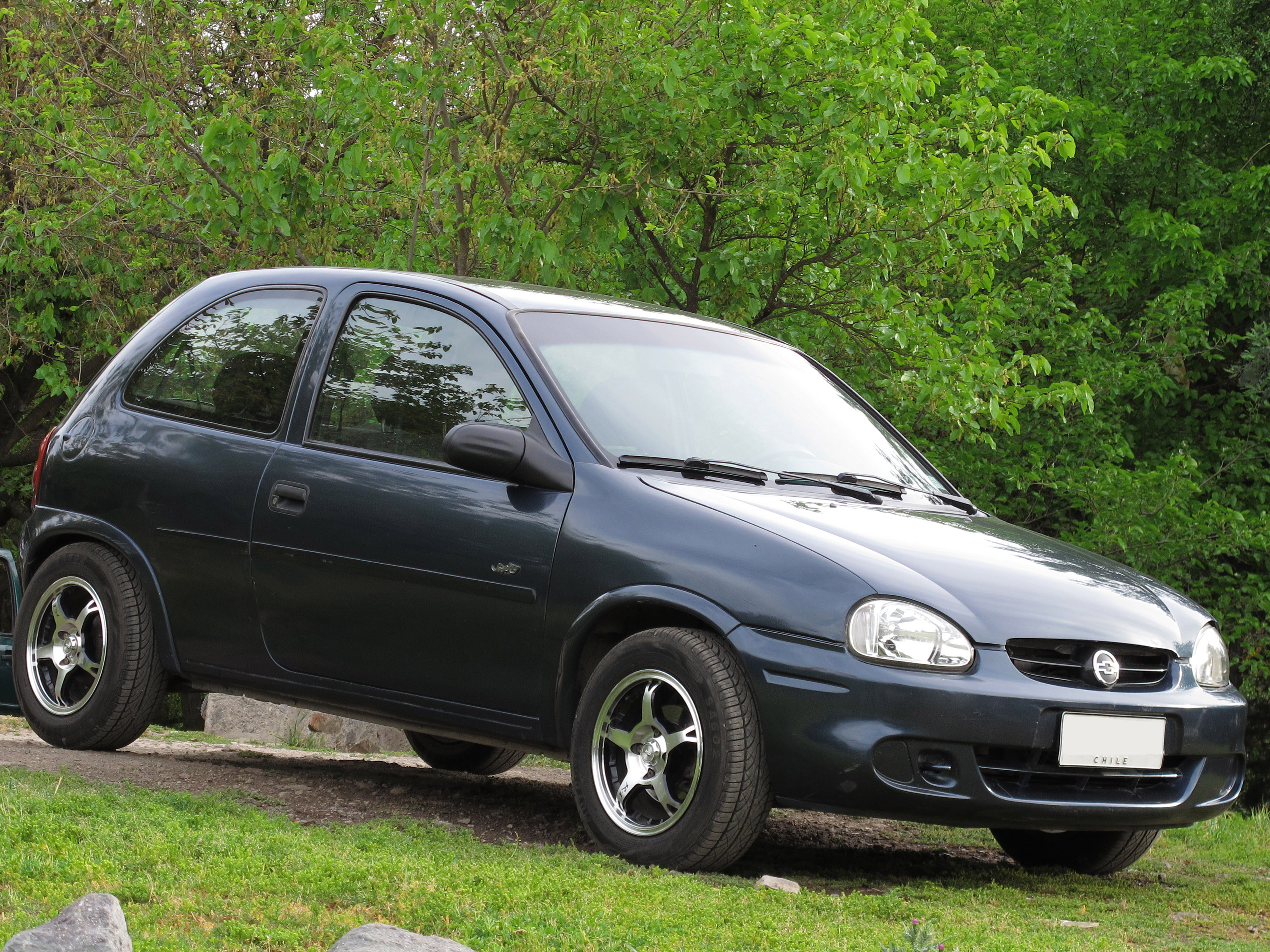
Chevrolet Corsa Classic po liftingu

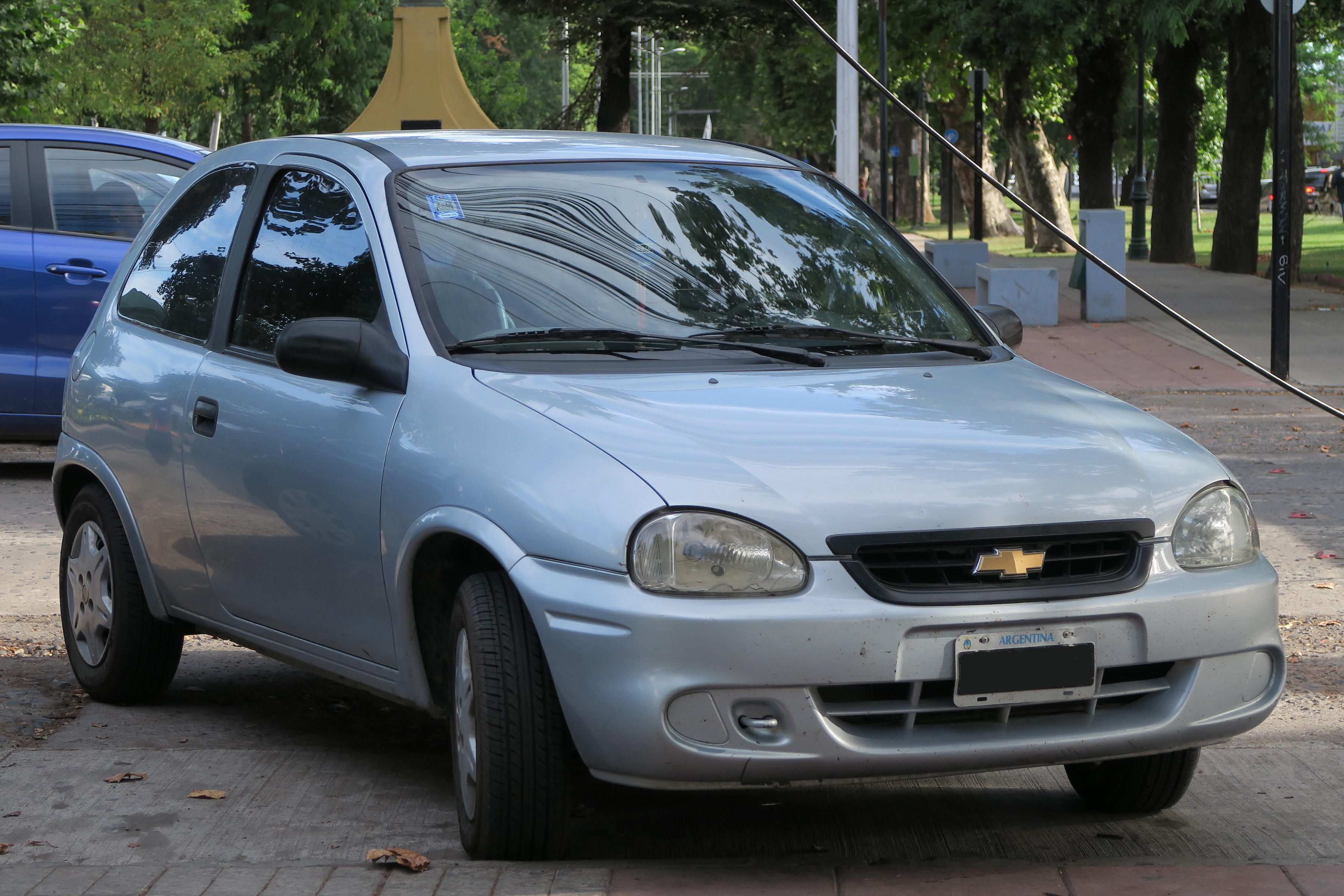
Chevrolet Corsa Classic po drugim liftingu

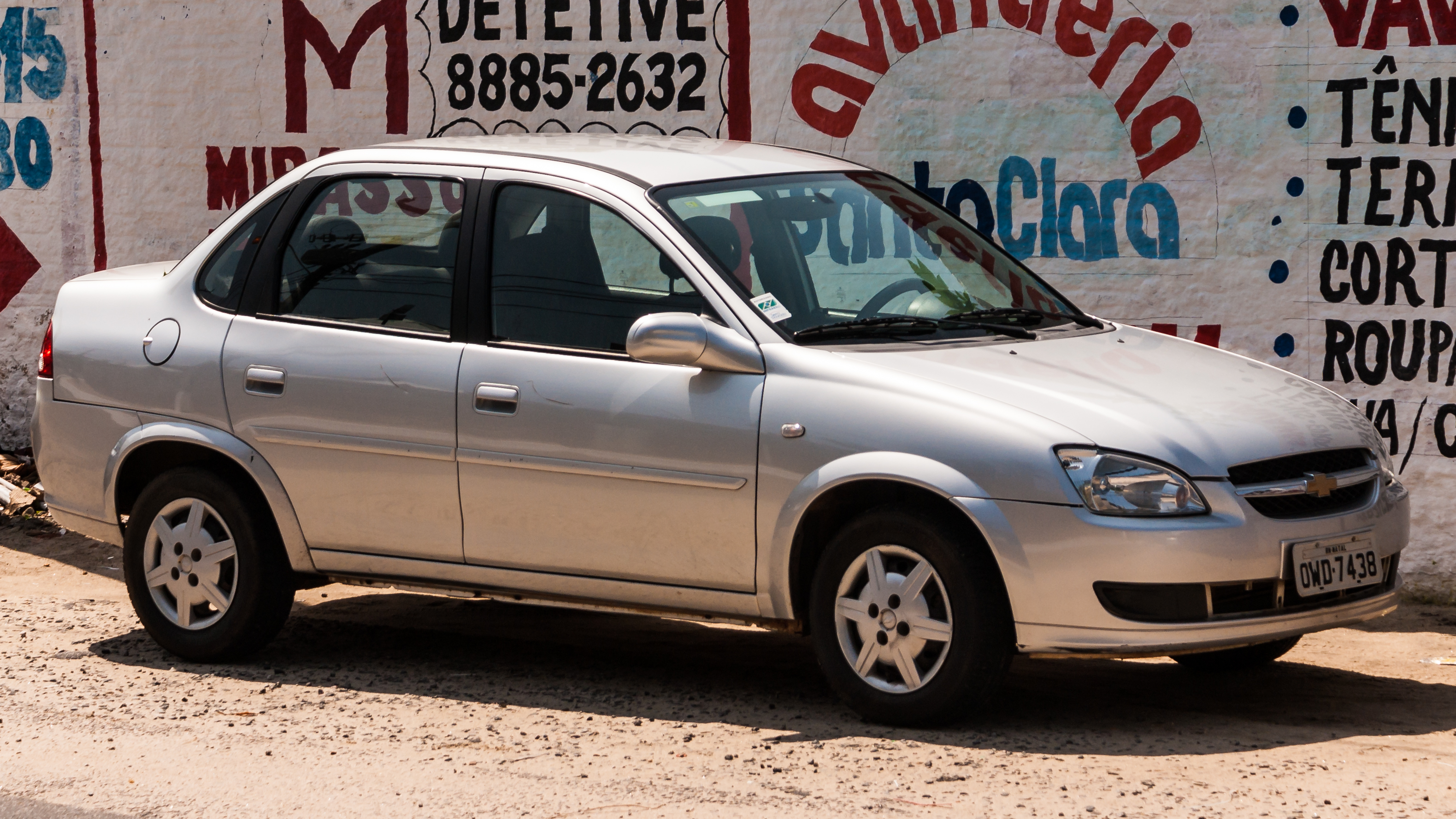
Chevrolet Classic po trzecim liftingu

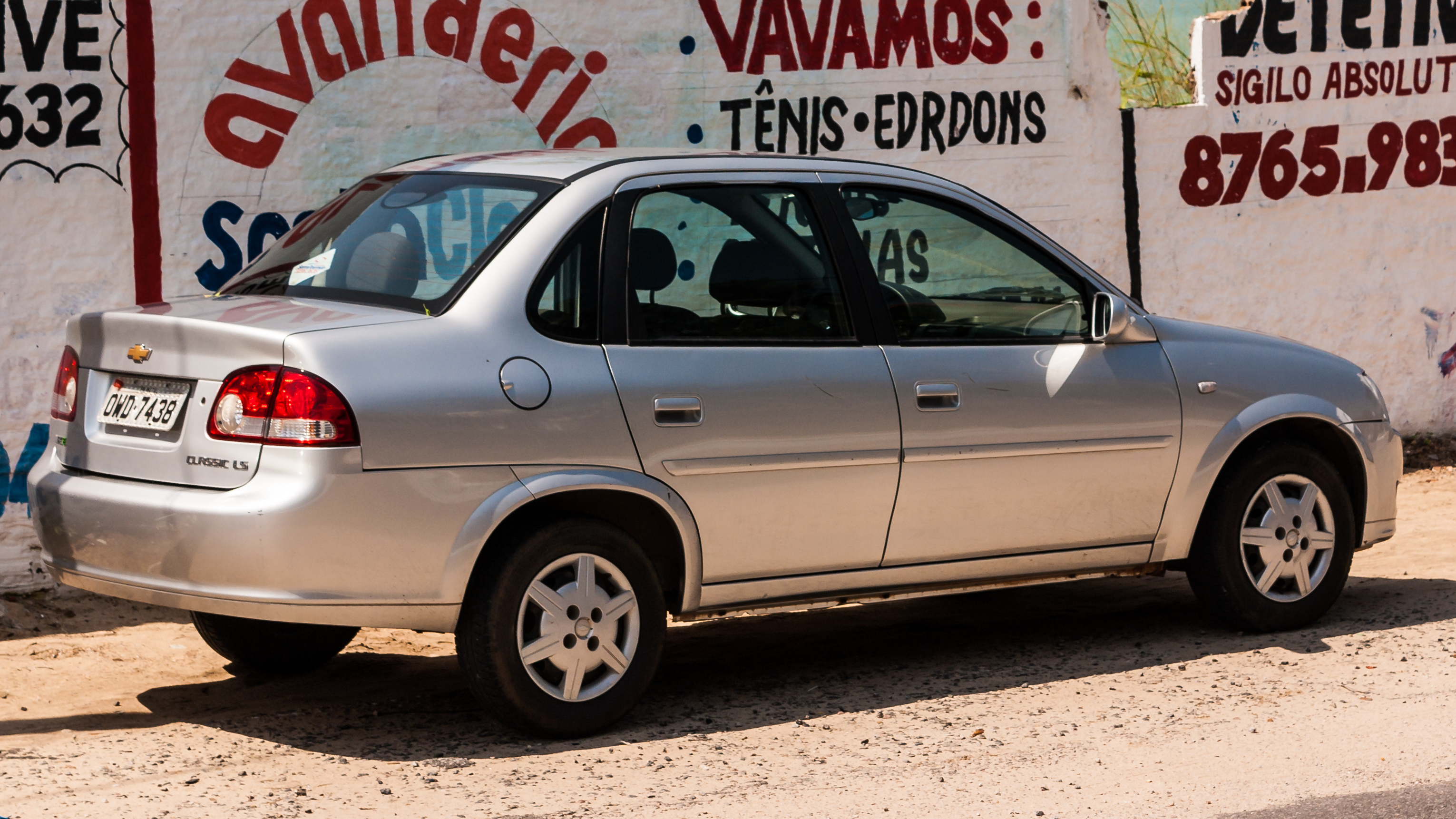
Chevrolet Classic – tył po trzecim liftingu

Chevrolet Corsa I został zaprezentowany po raz pierwszy w 1994 roku.
Rok po premierze drugiej generacji europejskiego Opla Corsa, General Motors zdecydowało się wykorzystać tę konstrukcję do uzupełnienia oferty Chevroleta na rynkach Ameryki Południowej. Jako Chevrolet Corsa, samochód trafił do sprzedaży i produkcji m.in. w Brazylii, Argentynie, Chile, Peru, Urugwaju, Ekwadorze czy Kolumbii.
Chevrolet Corsa pierwszej generacji z początkowych lat produkcji odróżniał się od europejskiego pierwowzoru jedynie innymi logotypami. Większą różnicą była gama nadwoziowa, która poza 3 i 5-drzwiowym hatchbackiem i 5-drzwiowym kombi została poszerzona także o opracowanego specjalnie z myślą o tym regionie, nieznanego w Europie 4-drzwiowego sedana oraz 2-drzwiowego pickupa.

### Restylizacje
Po tym, jak w 2002 roku na rynkach latynoamerykańskich zadebiutowała druga generacja Chevroleta Corsy, General Motors zdecydowało się kontynuować lokalną produkcję oraz sprzedaż pierwszej generacji pod nazwą Chevrolet Corsa Classic. Przy okazji zmiany nazwy, samochód przeszedł drobną modernizację – zmienił się wygląd przedniego zderzaka, a także pojawił się większy przedni wlot powietrza i zmodyfikowane, wypukły wkłady tylnych lamp.
Drugą modernizację Chevrolet Corsa Classic przeszedł w lipcu 2008 roku, zyskując zmodyfikowany wygląd zderzaków. Ponadto, ponownie zmienił się wygląd atrapy chłodnicy, która stała się większa i zyskała nowe, zunifikowane logo Chevroleta w miejsce dotychczasowego logotypu nawiązującego umieszczeniem w kole do Opla.

### Chevrolet Classic
W 2010 roku zakończyła się produkcja wersji hatchback, kontynuując ją jednak w przypadku odmiany sedan i kombi. Zdecydowano się dokonać ponownej zmiany w nazwie, usuwając z niej człon „Corsa” i czyniąc go niezależną już linią Chevrolet Classic. Ponadto, samochód przeszedł największą od premiery w 1994 roku restylizację – zmienił się całkowicie wygląd zarówno przedniej, jak i tylnej części nadwozia, adaptując go w całości od chińskiego Chevroleta Saila z lat 2005–2010.
W 2012 roku zakończono produkcję Classica w wersji kombi, przez co gama Classica została okrojona jedynie do wariantu sedan. Pod tą postacią samochód produkowano i oferowano w Brazylii i Argentynie do sierpnia 2016 roku, po czym Chevrolet Classic zniknął rynku po 22 latach.

### Silniki
- L4 1.0l OHC
- L4 1.4l OHC
- L4 1.5l DOHC

### Corsa Pickup

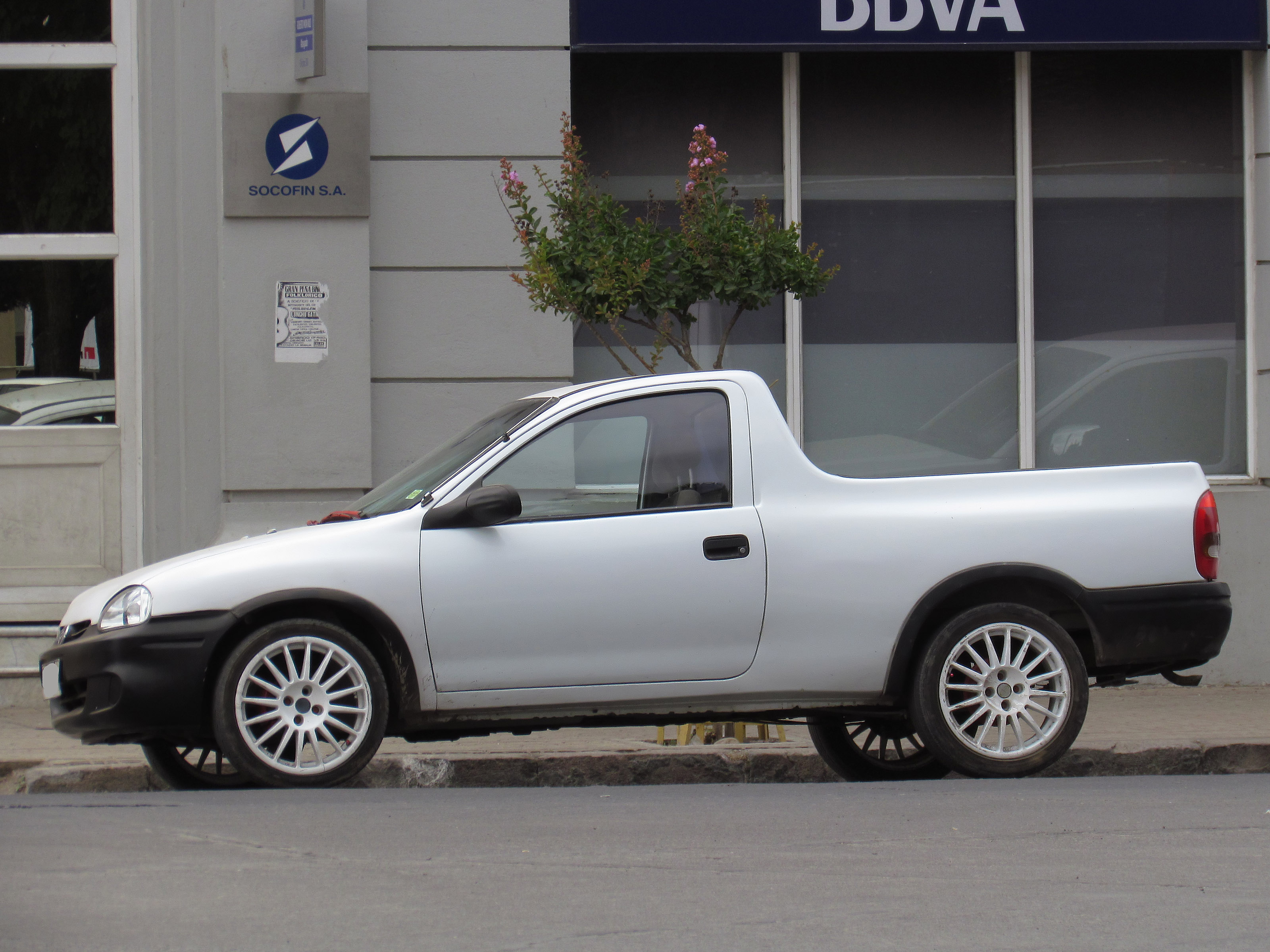
Chevrolet Corsa Pickup – profil

Chevrolet Corsa Pickup został zaprezentowany po raz pierwszy w 1995 roku.
Specjalnie z myślą o rynku Ameryki Południowej, General Motors opracowało na bazie Corsy Kombi dostawczo-osobowego, 2-drzwiowego pickupa. Wyróżniał się on 2-drzwiową i dwumiejscowoą kabiną, a także wąskimi lampami tylnymi umieszczonymi na krawędziach błotników.
Chevrolet Corsa Pickup zastąpił w dotychczasowej ofercie przestarzały model Chevy 500, pełniąc funkcję odpowiedzi na takie lokalnie oferowane modele, jak Fiat Strada, Ford Courier czy Volkswagen Saveiro.
Produkcja Corsy Pickup trwała do 2003 roku, po czym zastąpił ją zupełnie nowy model o nazwie Montana oparty na bazie drugiej generacji Corsy.

### Silniki
- L4 1.0l OHC
- L4 1.4l OHC
- L4 1.5l DOHC

### Chevrolet Chevy

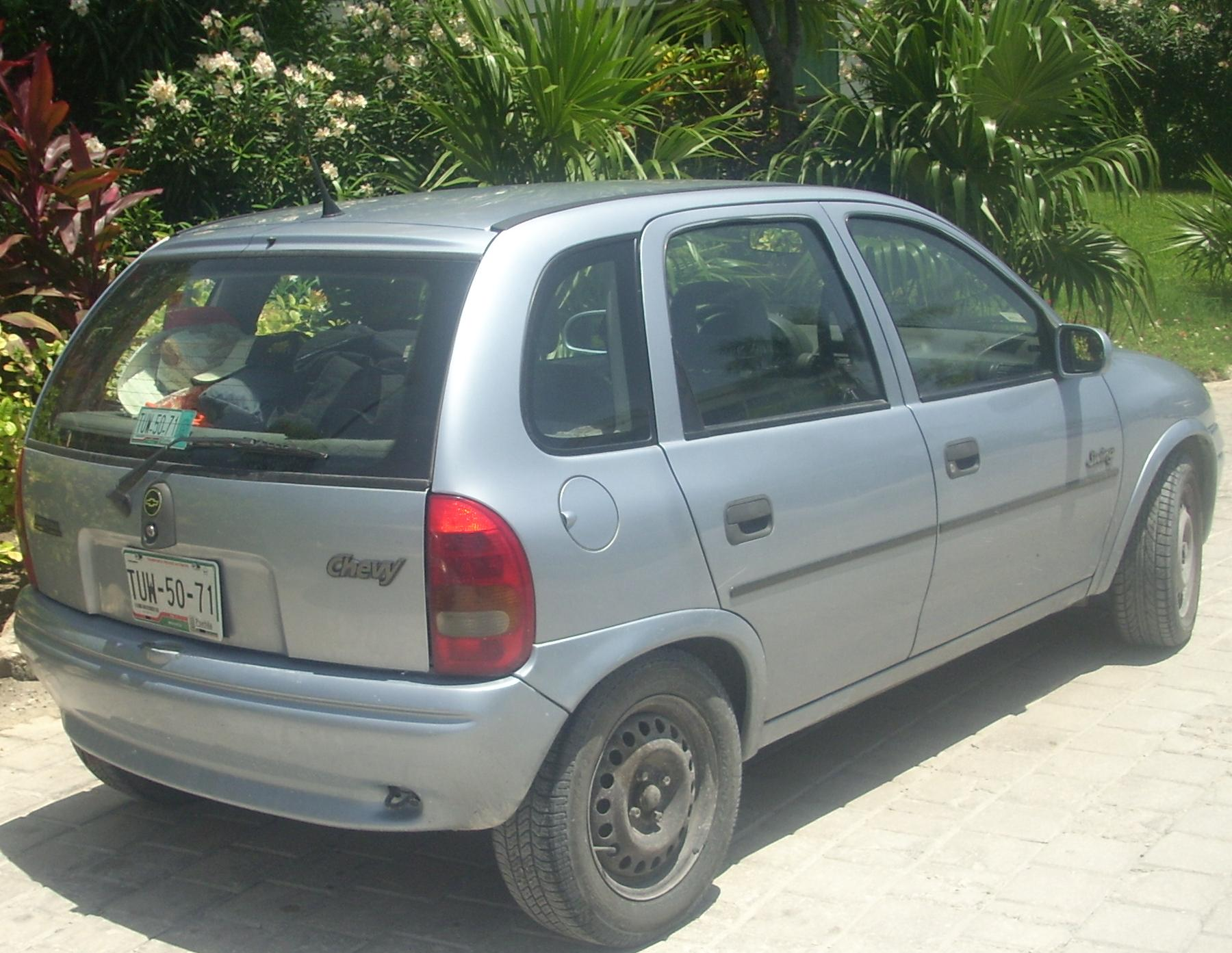
Chevrolet Chevy 5D – tył

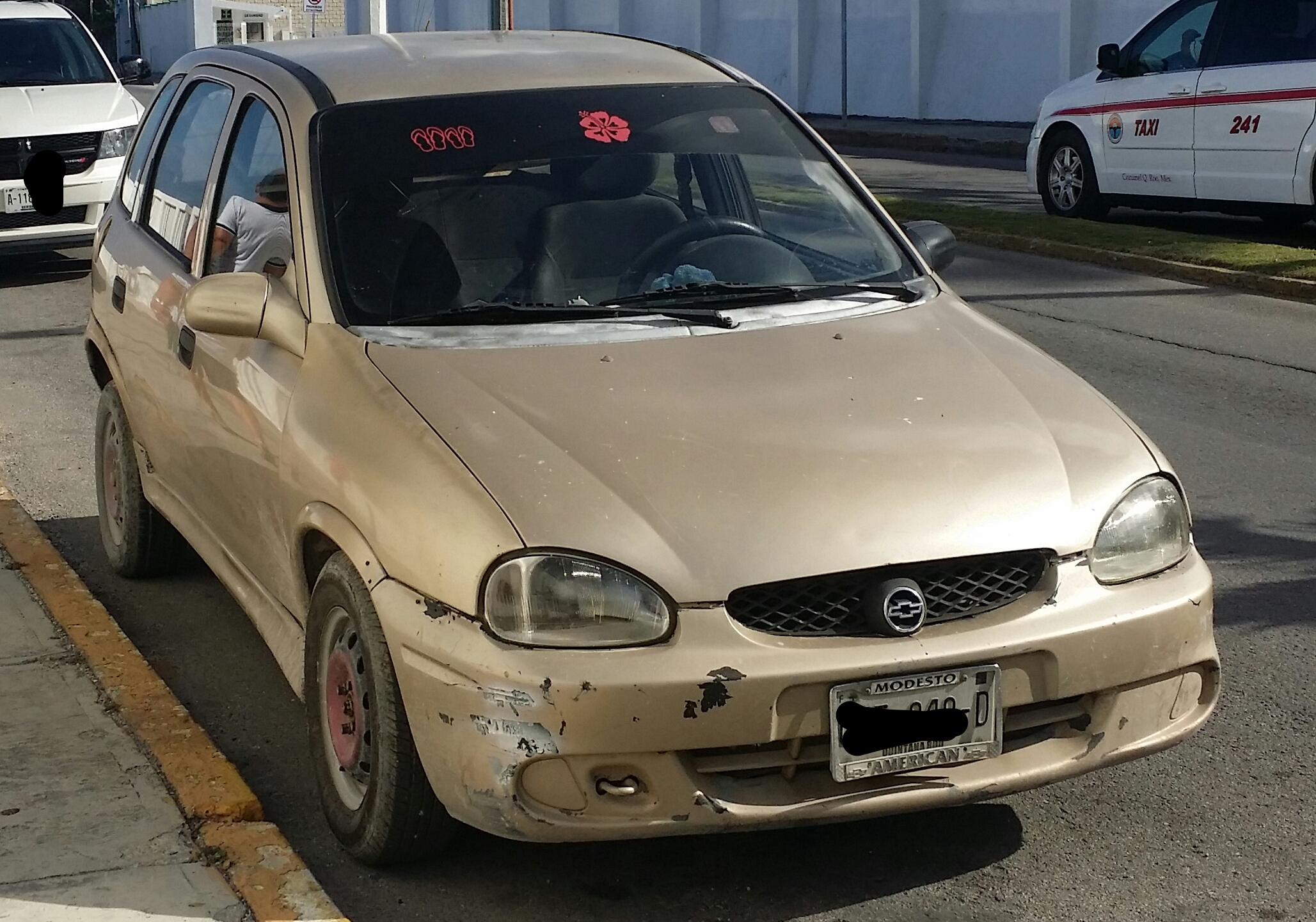
Chevrolet Chevy 5D po liftingu

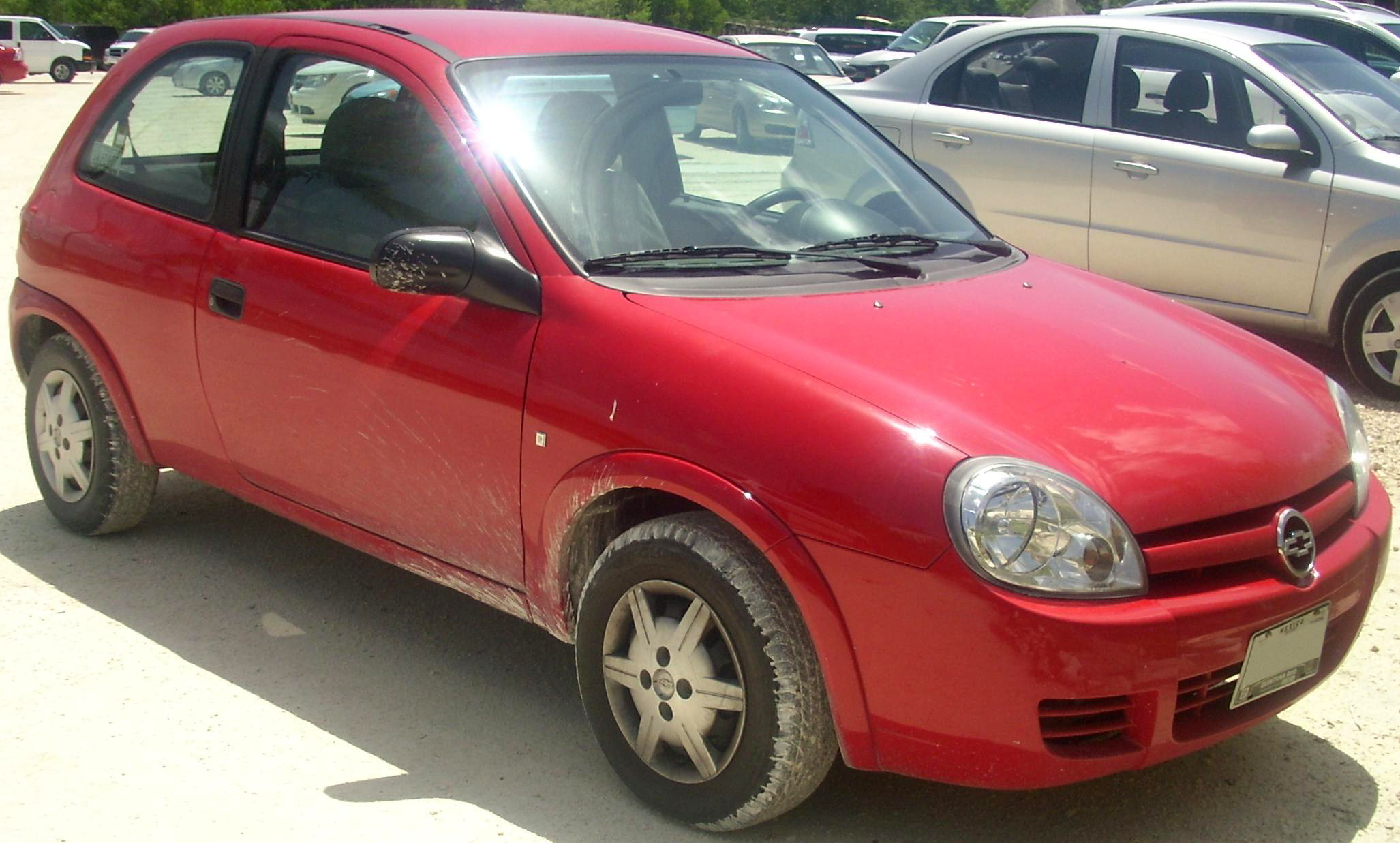
Chevrolet Chevy 3D po drugim liftingu

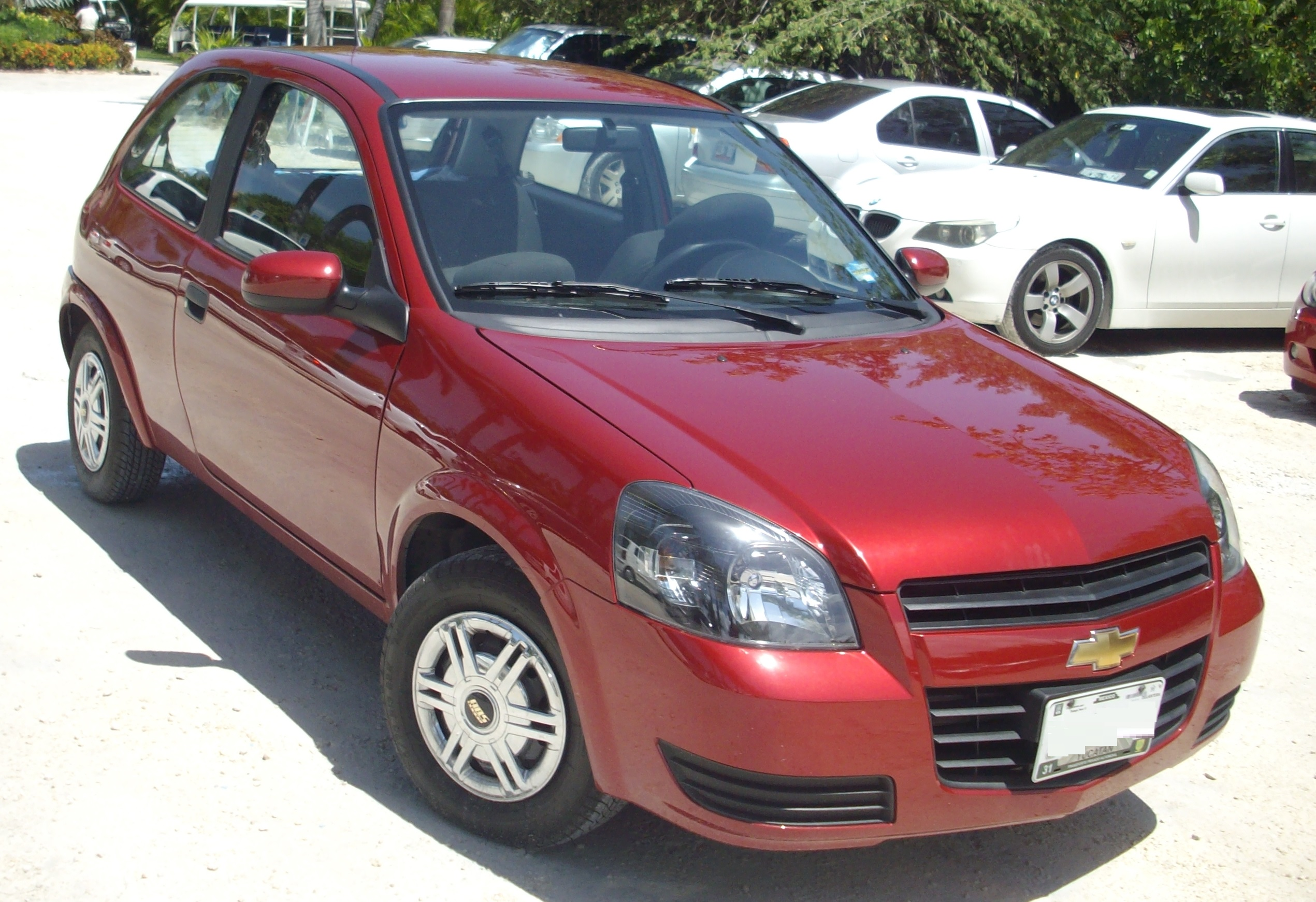
Chevrolet Chevy 5D po trzecim liftingu

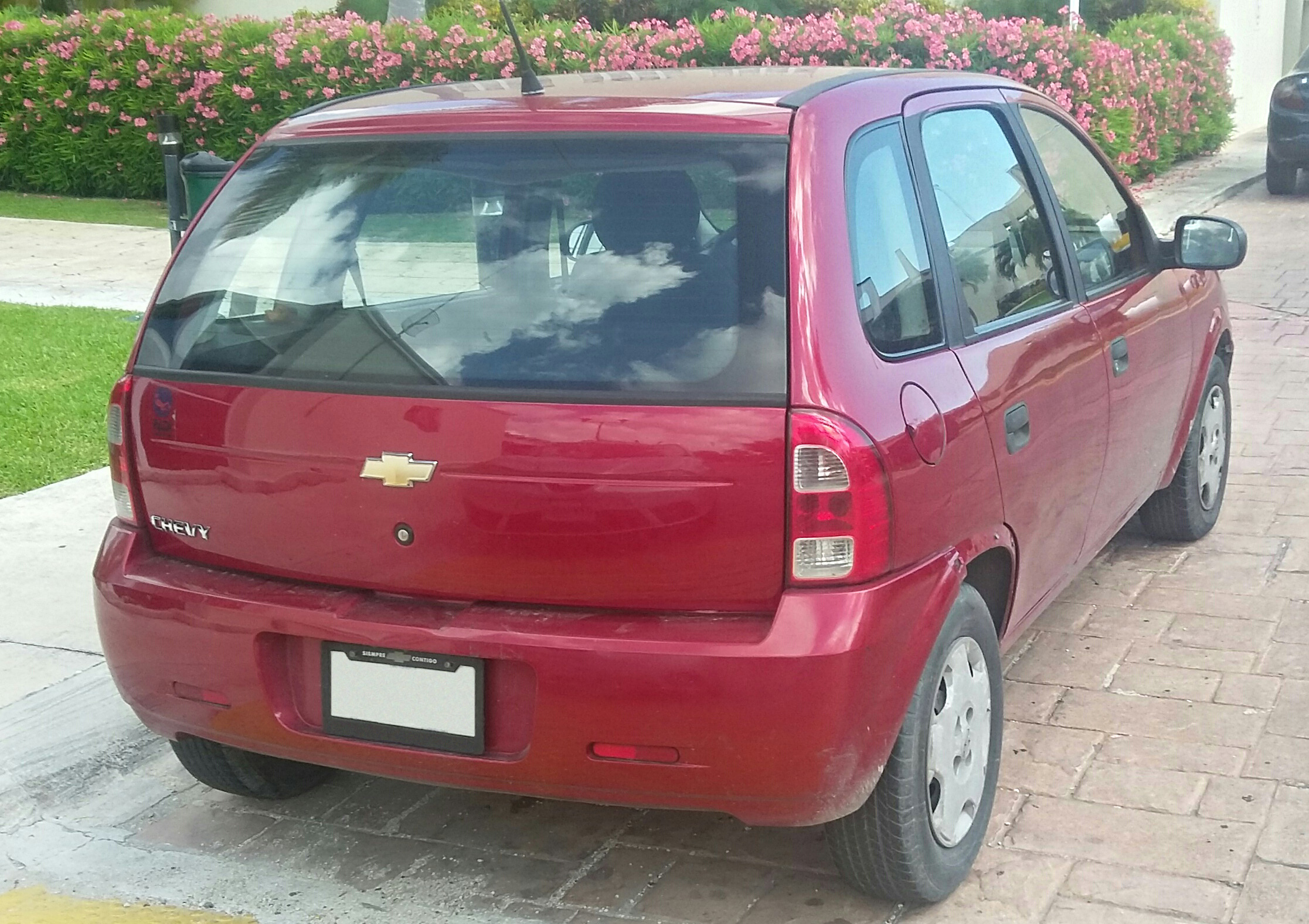
Chevrolet Chevy 5D – tył po trzecim liftingu

Chevrolet Chevy został zaprezentowany po raz pierwszy w 1995 roku.
Rok po premierze Chevroleta Corsy na rynkach Ameryki Południowej, General Motors zdecydowało się wprowadzić europejskiego Opla Corsę pod marką Chevroleta także w Meksyku. Na potrzeby tego rynku producent zdecydował się zastosować jednak inną nazwę – Chevy. Pod kątem wizualnym samochód wyglądał identycznie w stosunku do Chevroleta Corsy.
Analogicznie do modelu w Ameryce Południowej, gama nadwoziowa została utworzona przez 3 i 5-drzwiowego hatchbacka, a także 4-drzwiowego sedana, 5-drzwiowe kombi oraz 2-drzwiowego pickupa.

### Restylizacje
Pierwsza restylizacja meksykańskiego Chevroleta Chevy z 2002 roku była w swoim zakresie identyczna względem południowoamerykańskiego Chevroleta Corsy. Samochód zyskał zmodernizowany, bardziej obły zderzak, a także większą atrapę chłodnicy i zmodyfikowane, bardziej wypukłe lampy tylne.
W 2004 roku meksykański oddział Chevroleta zdecydował się całkowicie uniezależnić od rynku Ameryki Południowej w kwestii polityki wobec modelu Chevy. Samochód zyskał dedykowaną restylizację, w ramach której samochód otrzymał nowy wygląd karoserii, a także gruntownie odświeżony wygląd kokpitu z nowym kołem kierownicy i przestylizowaną konsolą centralną. Z przodu pojawiły się zaokrąglone reflektory, za to tylna część nadwozia otrzymała nowe wkłady bardziej ściętych lamp oraz tablicę rejestracyjną umieszczoną na zderzaku.
W 2009 roku meksykański Chevrolet Chevy przeszedł drugą, lokalną restylizację opracowaną z myślą o lokalnym rynku. Samochód zyskał nowy wygląd pasa przedniego, z dużymi, bardziej kanciastymi reflektorami, a także obszerną atrapą chłodnicy przedzieloną kolorową poprzeczką z nowym logo Chevroleta znanym z większych modeli. Odświeżono też wkłady lamp tylnych. Pod tą postacią samochód wytwarzano lokalnie aż do 2012 roku, po czym historia tej wariacji Opla Corsy doczekała się zakończenia produkcji.

### Chile
Wobec meksykańskiego Chevroleta Chevy po drugiej restylizacji, chilijski oddział General Motors zdecydowało się na nietypowy krok – niezależnie od rynku Brazylii i Argentyny rozpoczęto import Chevy jako zmodernizowaną Corsę Classic, oferując ją tutaj równolegle z nowszym modelem drugiej generacji.

### Silniki
- L4 1.0l OHC
- L4 1.4l OHC
- L4 1.5l DOHC

## Druga generacja

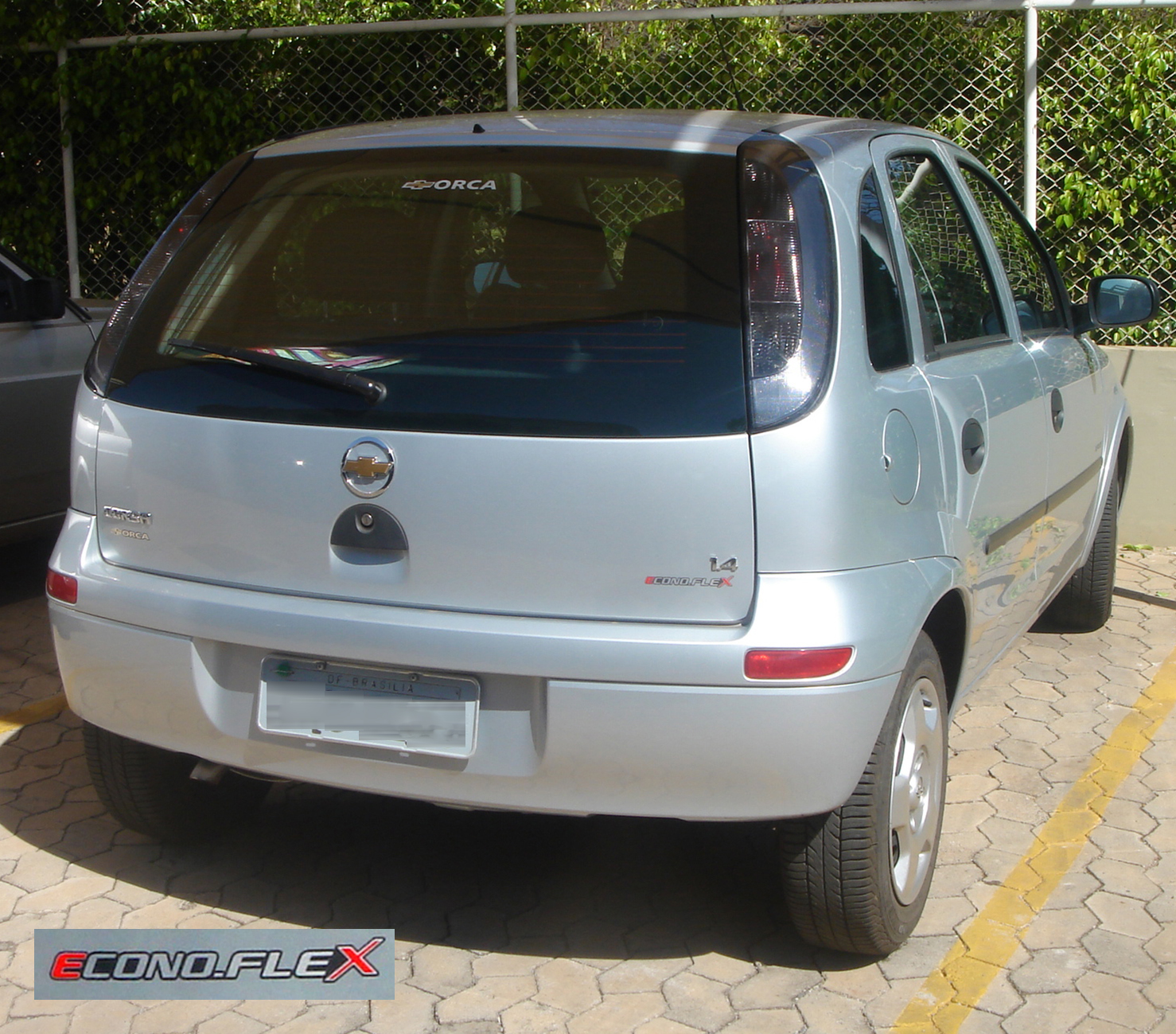
Chevrolet Corsa II – tył

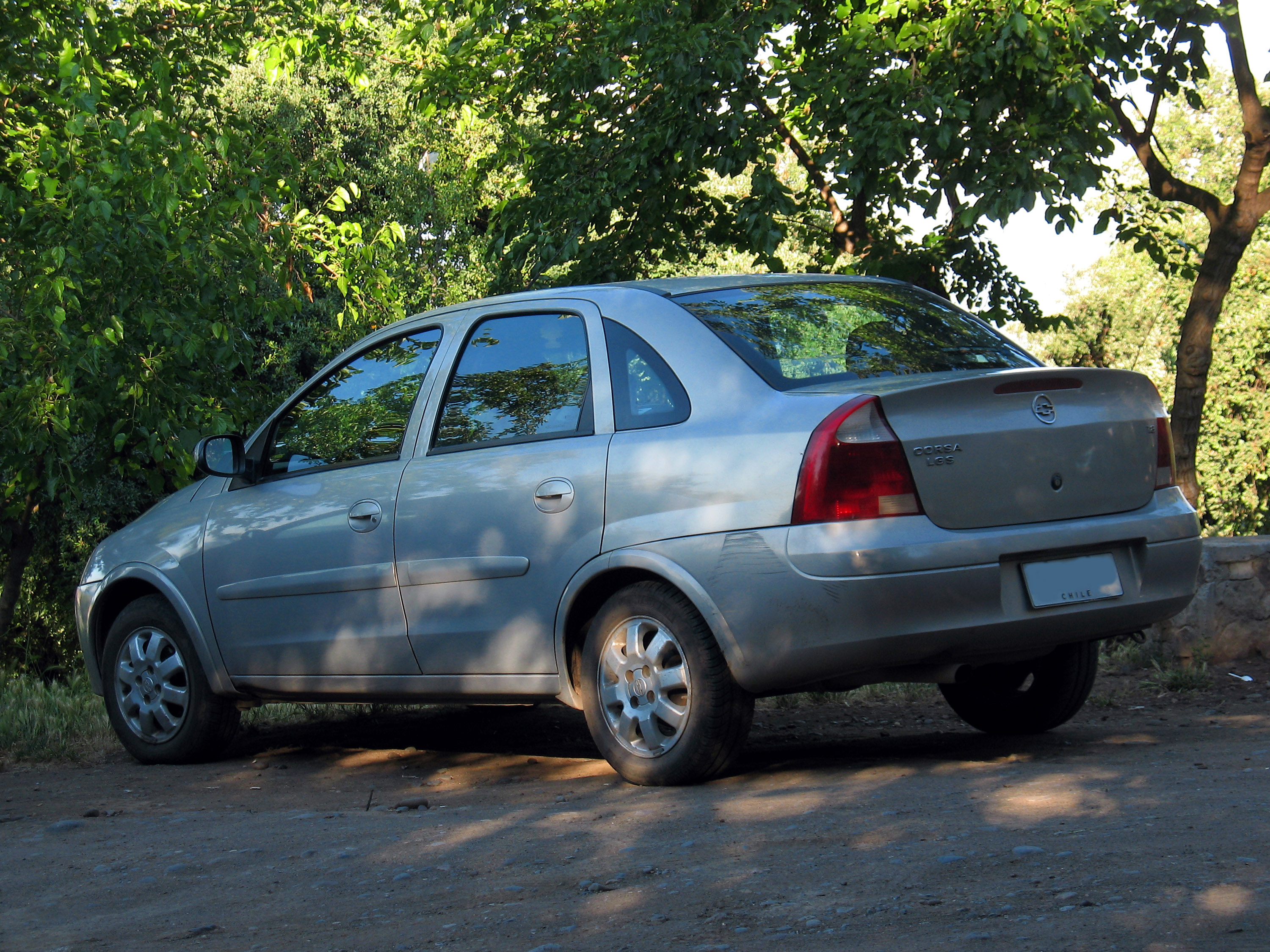
Chevrolet Corsa II Sedan

Chevrolet Corsa II został zaprezentowany po raz pierwszy w 2002 roku.
Dwa lata po debiucie trzeciej generacji Opla Corsy w Europie, jego latynoamerykańska trafiła do sprzedaży jako druga generacja Chevroleta Corsy. Samochód otrzymał inny wygląd pasa przedniego w stosunku do europejskiej wersji, zyskując inny kształt reflektorów, a także wyżej umieszczony wlot powietrza i zmodyfikowany zderzak.
Specjalnie dla rynku Ameryki Południowej, General Motors opracowało wersję sedan, która wyróżniała się m.in. dużymi, trójkątnymi lampami tylnymi.
Druga generacja Chevroleta Corsy produkowana była w bliżej niezmienionej formie wizualnej do 2012 roku, po czym zniknęła ona z rynku i nie doczekała się kontynuacji. Jej miejsce przejął nowy, regionalnie skosntruowany model Agile.

### Silniki
- L4 1.0l VHC
- L4 1.0l Flexpower
- L4 1.4l Econoflex
- L4 1.8l MPFI
- L4 1.8l Flexpower